# Bandwirkerei Hillringhausen

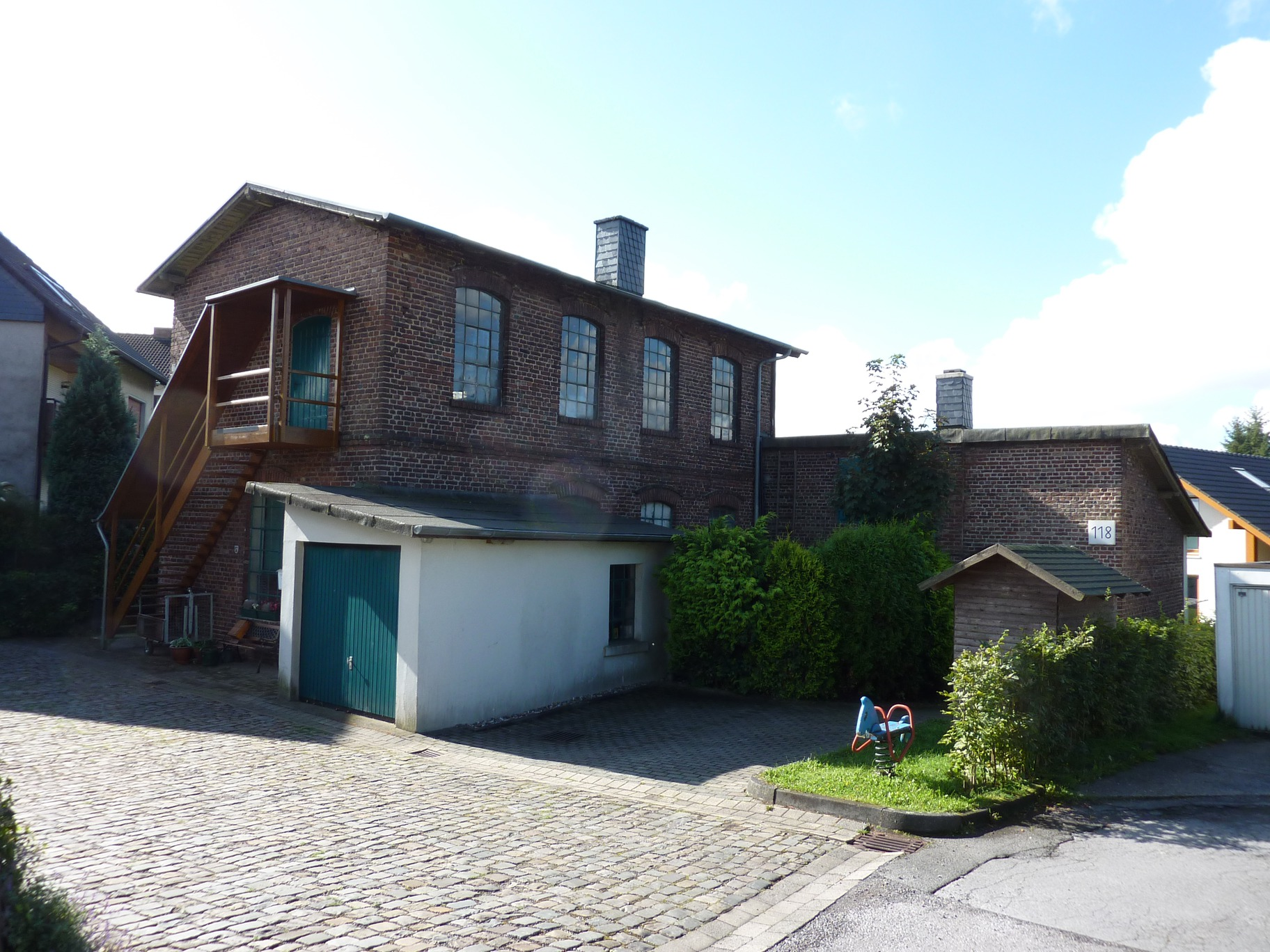
Die Bandwirkerei

Die Bandwirkerei Hillringhausen (postalische Anschrift Hillringhausen 118) ist ein denkmalgeschütztes Fabrikgebäude in dem Ennepetaler Ortsteil Hillringhausen. Es wurde ca. 1910 errichtet.

## Beschreibung
Die ehemalige Bandwirkerei ist ein zweigeschossiges, auf Bruchsteinsockel errichtetes Backsteingebäude mit flachgeneigtem, Dachpappe gedeckten Satteldach. Am rückwärtigen Teil wurde quer ein eingeschossiger Anbau mit Pultdach angefügt, der später teilweise verputzt wurde. Zu dem Obergeschoss führt eine überdachte Außentreppe an der Giebelseite. Große, segmentbogige Sprossenfenster aus Gusseisen sorgen für eine gute Ausleuchtung der Arbeitsstätten.
Der Denkmalschutz erstreckt sich ebenfalls auf die erhaltene technische Einrichtung, insbesondere auf einen um 1900 produzierten Bandwebstuhl der Bandwebstuhlfabrik Gebr. Schellenberg, Barmen (umgebaut 1958/1959), eine ebenfalls um 1900 produzierte Wellspulmaschine und eine Kreuzspulmaschine.   